# Ummidia beatula
Espèce
Synonymes
- Pachylomerides beatulus Gertsch & Mulaik, 1940
- Pachylomerides pygmaeus Chamberlin & Ivie, 1945
- Ummidia pygmaea (Chamberlin & Ivie, 1945)

Ummidia beatula est une espèce d'araignées mygalomorphes de la famille des Halonoproctidae.

## Distribution
Cette espèce est endémique des États-Unis. Elle se rencontre au Texas, en Oklahoma, en Kansas, au Missouri, en Arkansas et au Mississippi.

## Description
La femelle holotype mesure 23,00 mm.

## Systématique et taxinomie
Cette espèce a été décrite sous le protonyme Pachylomerides beatulus par Gertsch et Mulaik en 1940. Elle est placée dans le genre Ummidia par Roewer en 1955.

## Publication originale
- Gertsch & Mulaik, 1940 : « The spiders of Texas. I. » Bulletin of the American Museum of Natural History, no 77, p. 307-340 (texte intégral).